# Lisa Vaelen
Lisa Vaelen, née le 10 août 2004 à Bonheiden, est une gymnaste artistique belge.

## Carrière
Lisa Vaelen est médaillée de bronze au saut de cheval aux Championnats d'Europe de gymnastique artistique 2023 à Antalya.